# Lac de Tarsia
Le Lac de Tarsia (en italien : Lago di Tarsia) est un lac de barrage situé à Tarsia et en partie à Santa Sofia d'Epiro dans la province de Cosenza  en Calabre. La retenue d'eau alimente les turbines d'une centrale hydroélectrique.